# Caps Lock
Klávesa Caps Lock, česky zámek přeřaďovače, má obdobnou funkci jako klávesy Shift. Nelze ji však s nimi zcela zaměňovat, neboť funkce není totožná.
Klávesa Caps Lock slouží k trvalému přepnutí kláves do druhé úrovně znaků, tzn. většinou na velká písmena. Není tomu však u všech kláves. Výjimku může například tvořit číselná řada alfanumerické části klávesnice, kdy nedojde k přepnutí do druhé úrovně, tedy na číslice, ale na velká písmena s diakritikou. Také se to týká některých speciálních znaků, např.: /, (, ", !.
Zámek přeřaďovače se využívá při psaní minimálně tří znaků za sebou z druhé úrovně. Do první úrovně se vrací znovustisknutím klávesy Caps Lock. Ke krátkodobému návratu do první úrovně při zapnutém ⇪ Caps locku je možné stisknout klávesu Shift.